# Tierversuch
Ein Tierversuch oder ein Tierexperiment ist ein wissenschaftliches Experiment an oder mit lebenden Tieren (Versuchstieren). Ziele von Tierversuchen sind Erkenntnisgewinn in der Grundlagenforschung sowie die Entwicklung und Erprobung neuer medizinischer Therapiemöglichkeiten. Die Forschung mit Versuchstieren wird in Universitäten und Forschungseinrichtungen, Pharmaunternehmen und Dienstleistungsunternehmen durchgeführt. Die meisten Tiere werden eigens für Forschungszwecke gezüchtet, nur sehr wenige werden dafür gefangen. Schätzungen zufolge wurden im Jahr 2005 weltweit zwischen 58 und 115 Millionen Wirbeltiere – vor allem Zuchtformen der Hausmäuse und Wanderratten, aber auch Hamster, Meerschweinchen, Kaninchen, Frettchen, Hunde und Primaten – für Tierversuche verwendet. 2017 belief sich die Schätzung auf 50–100 Millionen Wirbeltiere weltweit. Viele Versuchstiere sterben während der Experimente oder werden anschließend getötet. Die Aussagekraft (Relevanz für den Menschen) und ethische Vertretbarkeit von Tierversuchen sind umstritten.

## Geschichte

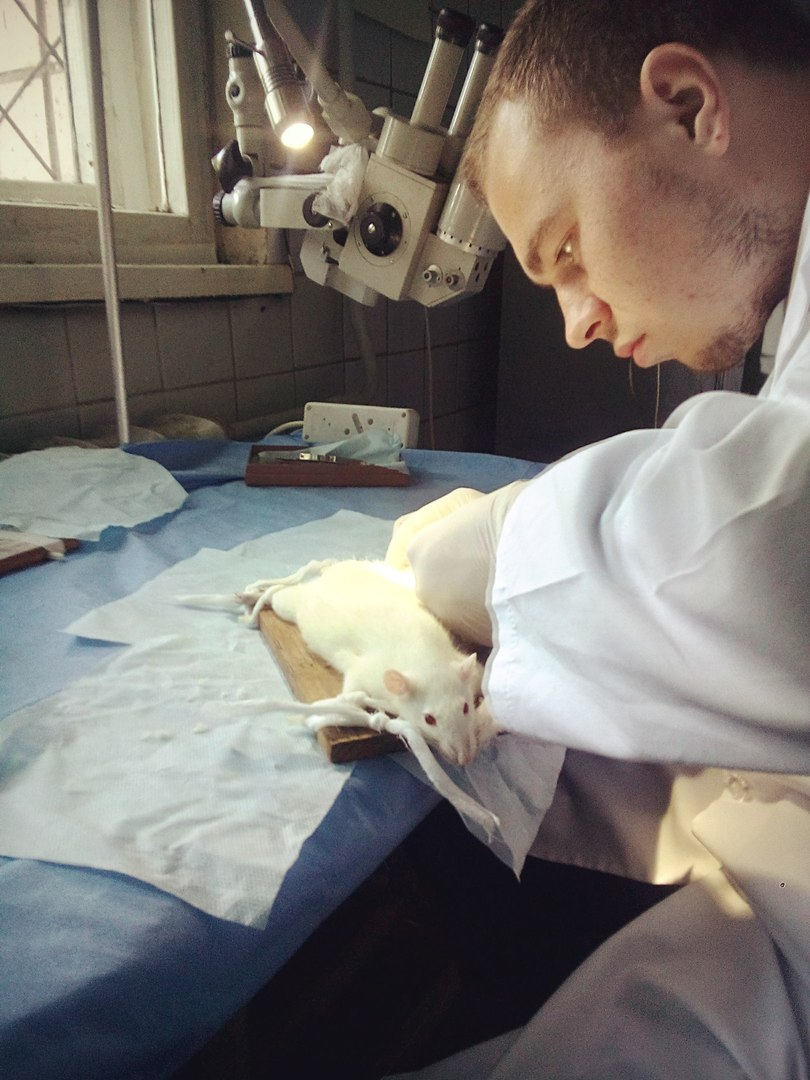
Wistar-Ratte, ein Modellorganismus

Die ersten überlieferten Berichte von Tierversuchen stammen aus dem 5. Jahrhundert v. Chr. im antiken Griechenland. Zu den griechischen Forschern, die in der Antike Untersuchungen an Tieren vornahmen gehören etwa Alkmaion, Empedokles und Diogenes von Apollonia. In der hippokratischen Schrift Über das Herz werden um 300 v. Chr. Untersuchungen an lebenden Tieren zur Erforschung des Herzens und des Schluckvorgangs erwähnt. Am Anfang der Neuzeit sezierte Andreas Vesalius Leichen und Kadaver, um anatomische Einsichten zu erhalten. René Descartes sezierte um 1633 auch lebende Tiere, etwa um die Blutzirkulation zu beobachten. Dabei vertrat er die zu dieser Zeit neuartige These, dass Tiere keinen Schmerz empfinden würden.
Der lateinische Begriff Vivisektion war lange Zeit für alle Arten des Tierversuchs international gebräuchlich:
- „Vivisektion: Das Wort bezeichnet jede Art von Tierversuch, ob die Tiere nun seziert werden oder nicht.“ (Encyclopaedia Americana)[9]
- „Vivisection: Im Allgemeinen jede Art von Tierversuchen, besonders, wenn sie dem Subjekt Schmerzen bereitet.“ (Merriam-Webster’s Collegiate Dictionary)[9]
- „Vivisektion: Eingriff am lebenden Tier zu wissenschaftlichen Versuchszwecken.“ (Duden).[10]

Als „Meister des Tierversuchs“ galt im 19. Jahrhundert der Anatom und Physiologe Georg Meissner, der unter anderem Robert Koch einen behutsamen Umgang mit Versuchstieren lehrte.
Ende des 20. Jahrhunderts hatte sich im deutschen Sprachraum der Begriff Tierversuch als grundlegende Bezeichnung für den experimentellen Einsatz von lebenden Tieren in Pharmakologie, Physiologie und anderen Disziplinen durchgesetzt.

## Definition und rechtliche Grundlagen

### Europa
Die Gesetzgebung innerhalb der Europäischen Union beruht auf der Richtlinie 86/609/EWG aus dem Jahr 1986. Diese soll dem 1959 von dem Zoologen William Russel und dem Mikrobiologen Rex Burch erwähnten „3-R-Prinzip“ (Reduction, Refinement, Replacement) zum Durchbruch verhelfen.
- Reduction steht für das Ziel der Reduzierung der für die Versuche benötigten Tiere.
- Refinement meint die Verbesserung im Sinne einer Verminderung von Schmerz und Stress für die Tiere und
- Replacement meint den Ersatz von Tieren so oft wie möglich durch In-vitro-Tests oder In-silico-Tests (wörtlich „in Silizium“), also Computermodelle.[13]

Die Richtlinie 86/609 wurde am 22. September 2010 durch die Richtlinie 2010/63/EU des Europäischen Parlamentes und des Rates abgelöst. Grundlage dieser Richtlinie ist Artikel 13 des Vertrags über die Arbeitsweise der Europäischen Union (AEUV). Diese Richtlinie erweitert Richtlinie 86/609 insbesondere um weitere Aspekte zur Zucht und zum Schutz der Versuchstiere.

### Deutschland

#### Kontroverse um Tierversuche im Deutschen Kaiserreich bis hin zum Reichstierschutzgesetz 1933
Ein wichtiges Anliegen für die frühe Tierschutzbewegung im deutschen Kaiserreich war neben der Anlage von Tierheimen insbesondere auch ein Verbot der Vivisektion. Prominente Vorreiter wie Richard Wagner forderten neben der Abschaffung von Tierversuchen, die für Wagner und viele seiner Anhänger zusammen mit dem rituellen Schächten „das Böse und das Jüdische“ in Reinstform symbolisierten, auch eine Abkehr vom Fleischverzehr. Bis auf den „Gossler-Erlaß“ 1885 in Preußen, der die vorhandenen Bestimmungen moderat verschärfte, wurden Initiativen zum Tierschutz regelrecht ignoriert. Tierschutzanliegen fanden Zuspruch bei Antisemiten und Deutschnationalen wie auch bei Lebensreformern, die eine Abkehr von der modernen, „jüdischen“ Wissenschaft hin zu einer deutschen Volks- und Naturmedizin forderten. Von 1871 bis 1933 wuchsen die Tierschutzorganisationen von etlichen Dutzend auf über 700 verschiedene Vereine und Organisationen an.
Dieses Anliegen wurde vom NS-Regime aufgenommen und sofort nach 1933 mit großem propagandistischem Aufwand in die Tat umgesetzt. Für die Nationalsozialisten war der Tierschutz damit ein willkommenes populäres Thema – auch weil Pelzhändler wie praktische und akademische Mediziner und Biologen vielfach Juden waren und mit Tierschutzargumentationen nicht nur deren berufliche Existenz in Frage zu stellen, sondern über das Verbot des religiös bedingten Schächtens hinaus auch ihr kulturelles Leben unter Druck zu setzen war. Nach der Machtübernahme 1933 wurde bereits ab dem 1. April 1933 mit Hochdruck und unter intensiver Mitarbeit der Tierschutzverbände an einem pathozentrischen Tierschutzgesetz gearbeitet.
Am 16. August 1933, über drei Monate vor Erlass des Reichstierschutzgesetzes, hatte Hermann Göring in seiner Funktion als preußischer Ministerpräsident die „Vivisektion an Tieren aller Art für das gesamte preußische Staatsgebiet“ per Erlass als verboten erklärt. Die gleichzeitige Androhung von KZ-Lagerhaft für Tierexperimentatoren im Rahmen einer Radioansprache war eine der ersten öffentlichen Erwähnungen der Konzentrationslager und stellte Tiertester mit hochrangigen politischen Gegnern des Regimes auf eine Stufe. Es blieb allerdings nicht bei einem kompletten Verbot der Tierversuche, es wurden aber signifikante Restriktionen und ein externes Genehmigungsverfahren eingeführt. Die Tierschutzverbände wurden bei den Genehmigungsverfahren nicht beteiligt und nach 1933 gleichgeschaltet.
Der nationalsozialistische Tierschutzgedanke gewährte ausgewählten Tieren als Bestandteil einer arisch-naturverbundenen Volksgemeinschaft Schutz, welcher Opfern von Menschenversuchen mit oft tödlichem Ausgang nicht zugesprochen wurde. Darüber hinaus wurden für sogenannte „kriegswichtige“ Projekte und im Dienste der „Volksgesundheit“ Tierversuche als durchaus legitim angesehen und auch bedenkenlos durchgeführt, beispielsweise bei Sterilisationsexperimenten und Versuchen für die Luftfahrttechnik.

#### Rechtliche Situation
Der Tierschutz ist seit dem 1. August 2002 als Staatsziel im Grundgesetz der Bundesrepublik Deutschland verankert. Die rechtliche Basis des deutschen Tierschutzrechts bildet die EU-Richtlinie 2010/63/EU. Die gesetzlichen Bestimmungen zu Tierversuchen sind in Deutschland im deutschen Tierschutzgesetz (TSchG), in den §§ 7–10, sowie in der Tierschutz-Versuchstierverordnung (TierSchVerV) und der Versuchstiermeldeverordnung enthalten. Nach § 1 des deutschen Tierschutzgesetzes werden Tiere als „Mitgeschöpfe“ anerkannt und das Zufügen von Schmerzen, Leiden oder Schäden ohne vernünftigen Grund ist verboten.

##### Gesetzliche Definition eines Tierversuchs
Ein Tierversuch ist im Tierschutzgesetz definiert als ein Eingriff oder eine Behandlung zu Versuchszwecken an lebenden Tieren, wenn diese mit Schmerzen, Leiden oder Schäden für die Tiere oder deren Nachkommen verbunden sein können (§ 7 Absatz 2 TSchG). Die Veränderung des Erbguts von Tieren fällt unter diese Definition, „wenn sie mit Schmerzen, Leiden oder Schäden für die erbgutveränderten Tiere oder deren Trägertiere verbunden sein können“ (§ 7 Absatz 2 Punkt 3 TSchG). Ebenfalls als Tierversuch gelten Eingriffe oder Behandlungen zur Herstellung von Stoffen oder zu Aus-, Fort- und Weiterbildungszwecken. Nicht als Tierversuch im rechtlichen Sinne gilt die Tötung eines Tieres zum Zwecke der Organ- oder Gewebeentnahme, um diese zu wissenschaftlichen Zwecken zu verwenden, was durch § 4 Absatz 3 Tierschutzgesetz geregelt ist. Sowohl für Tierversuche, als auch für Tiere, deren Gewebe oder Organe zu wissenschaftlichen Zwecken verwendet werden, gilt es gemäß Tierschutzgesetz die Zahl der verwendeten Tiere und die den Tieren zuzufügenden Schmerzen, Leiden und Schäden auf ein unerlässliches Maß zu beschränken.

##### Genehmigungspflicht
Tierversuche an Wirbeltieren oder Kopffüßern unterliegen gemäß § 8 Tierschutzgesetz einer Genehmigungspflicht. Bestimmte Tierversuche, die auf Grundlage gesetzlicher Vorschriften oder richterlicher Anordnung erfolgen, die zur Erkennung von Krankheiten oder Leiden bei Menschen oder Tieren oder zur Prüfung von unter anderem Seren, Impfstoffen oder Chargenprüfungen dienen, können in einem vereinfachten Genehmigungsverfahren zugelassen werden (§ 8a TSchG). Vor der Gesetzesnovelle zum Tierschutzgesetz im Jahr 2021 unterlagen diese Tierversuche lediglich einer Anzeigepflicht. Die Tötung von Tieren ausschließlich zur Organ- oder Gewebeentnahme zu wissenschaftlichen Zwecken ist nicht genehmigungs- oder anzeigepflichtig.
Die Entscheidung über die Genehmigung von Tierversuchsanträgen obliegt der zuständigen Behörde, häufig dem entsprechenden Regierungspräsidium oder den Landesgesundheitsämtern. Sie werden von einer Tierversuchskommission beraten (§ 15 TSchG), welche jedoch keine Entscheidungsbefugnis besitzt. Tierversuchskommissionen sind sowohl mehrheitlich mit fachkundigen Veterinären, Ärzten und Naturwissenschaftlern als auch zu mindestens einem Drittel aus Vorschlagslisten von Tierschutzorganisationen zu besetzen (§ 42 TierSchVerV).

##### Voraussetzungen für eine Genehmigung
Im Tierschutzgesetz wird detailliert geregelt, welche Unterlagen dem Tierversuchsantrag beizufügen sind. Neben der Angabe der Tierart und der geplanten Zahl der Tiere müssen weitere Angaben rund um den geplanten Tierversuch gemacht werden.
- Forschungszweck: Gemäß § 7a TSchG sind Tierversuche nur zulässig, wenn sie der Vorbeugung, Erkennung oder Behandlung von Krankheiten bei Menschen oder Tieren, der Erkennung von Umweltgefährdungen, der Sicherheitsüberprüfung von Stoffen oder Produkten oder der Grundlagenforschung, sowie der Aus-, Fort- und Weiterbildung dienen sollen.[19] Eine systematische Evaluation der Zielerreichung durchgeführter Tierversuche ist nicht vorgesehen.
- Unerlässlichkeit: Antragstellende müssen nachweisen, dass der geplante Tierversuch unerlässlich ist und das angestrebte wissenschaftliche Ziel nicht ohne die Verwendung lebender Tiere erreicht werden kann (§ 7a Absatz 2 Punkt 2 TSchG).[19]
- Kosten-Nutzen-Analyse: Es ist darzulegen, dass der erwartete wissenschaftliche Nutzen eines Tierversuchs die zu erwartenden Schmerzen, Leiden oder Schäden für die Tiere überwiegt: „Versuche an Wirbeltieren oder Kopffüßern dürfen nur durchgeführt werden, wenn die zu erwartenden Schmerzen, Leiden oder Schäden der Tiere im Hinblick auf den Versuchszweck ethisch vertretbar sind“ (§ 7a Absatz 2 Punkt 3 TSchG).[19]
- Schweregrad: Tierversuche werden gemäß EU-Richtlinie 2010/63/EU nach dem voraussichtlichen Ausmaß der Schmerzen, Leiden, Ängste oder dauerhaften Schäden für die Tiere in vier Schweregrade eingeteilt.[23] Die EU-Richtlinie sieht vier Kategorien der Schweregrade vor – „keine Wiederherstellung der Lebensfunktion“, „gering“, „mittel“ oder „schwer“. Die Richtlinie führt für jede Kategorie eine Beschreibung und Beispiele an. Die Antragsteller müssen im Tierversuchsantrag wissenschaftlich begründen, in welchen Schweregrad der Versuch einzustufen ist. Grundsätzlich sieht die EU-Richtlinie vor, dass EU-Mitgliedstaaten ein Verfahren nicht durchführen, wenn es starke Schmerzen, schwere Leiden oder schwere Ängste verursacht, die voraussichtlich lang anhalten und nicht gelindert werden können. Eine Schutzklausel in Artikel 55 Absatz 3 der Richtlinie erlaubt es einem Mitgliedstaat dieses Verbot zu umgehen, wenn der Mitgliedstaat die Durchführung eines Verfahrens für erforderlich hält.[23]
- Herkunft der Tiere: Grundsätzlich ist es untersagt, Tiere, die der Natur entnommen wurden, in Tierversuchen zu verwenden.[23] Die zuständige Behörde kann jedoch Ausnahmen genehmigen, wenn der Versuchszweck nicht mit anderen Tieren erreicht werden kann (Artikel 9 2010/63/EU und § 20 Absatz 1 TierSchVerV). Für die Verwendung nichtmenschlicher Primaten sieht die Richtlinie 2010/63/EU vor, dass nach einer Übergangsfrist ausschließlich Tiere für den Einsatz in wissenschaftlichen Verfahren verwendet werden, die Nachkommen eines Tieres sind, das in Gefangenschaft gezüchtet wurde, oder die aus sich selbst erhaltenden Kolonien bezogen werden (Erwägungsgrund 19 2010/63/EU).[23] Seit November 2022 verbietet die EU ihren Mitgliedstaaten die Verwendung von Wildfängen oder deren direkten Nachkommen in Tierversuchen.[24][25] Dennoch gibt es Berichte über illegale Wildfänge und gefälschte Dokumente von Langschwanzmakaken, um die Tiere zu wissenschaftlichen Zwecken zu exportieren und zu verkaufen.[26][27]

- Anforderungen an Tierversuchsdurchführende und Tierversuchseinrichtungen: Nach dem Tierschutzgesetz dürfen nur Personen mit entsprechender Qualifikation Versuche an Tieren durchführen. Außerdem sind Nachweise über eine geeignete personelle, räumliche und organisatorische Ausstattung vorzulegen. Dazu zählen unter anderem Tierschutzbeauftragte, deren Aufgaben in § 10 Tierschutzgesetz geregelt sind. Die Tierschutz-Versuchstierverordnung konkretisiert die Anforderungen an Tierschutzbeauftragte, die für die Einhaltung tierschutzrechtlicher Vorgaben und die Beratung der mit Tieren arbeitenden Personen zuständig sind (§ 5 TierSchVerV).[20]
- Weitere Details zu Tierversuchsanträgen und Genehmigungsverfahren sind in der Tierschutz-Versuchstierverordnung festgelegt.[20]

##### Berichterstattung
Gemäß § 16c Tierschutzgesetz sind alle Personen, Einrichtungen und Betriebe, die Tierversuche an Wirbeltieren oder Kopffüßern durchführen oder diese zu wissenschaftlichen Zwecken töten oder züchten, zur regelmäßigen Meldung von Daten verpflichtet, darunter Tierart und Anzahl. Die Versuchstiermeldeverordnung regelt die Details dieser Meldepflicht. Bis zum Berichtsjahr 2019 erfasste und veröffentlichte das Bundesministerium für Ernährung und Landwirtschaft jährlich die deutschen Tierversuchszahlen, seit dem Berichtsjahr 2020 übernimmt diese Aufgabe das Deutsche Zentrum zum Schutz von Versuchstieren (Bf3R) des Bundesinstituts für Risikobewertung.

##### Vorschriften zur Schmerzlinderung
Die Tierschutz-Versuchstierverordnung schreibt vor, dass potentiell schmerzhafte Tierversuche (z. B. Operationen, Gewebstransplantationen) grundsätzlich unter Narkose oder lokaler Betäubung erfolgen müssen (§ 17 Absatz 2 TierSchVerV). Ausnahmen sieht das Gesetz nur vor, wenn entweder die Narkose für das Tier belastender wäre als der Eingriff selbst oder es dem Versuchszweck entgegenstehen würde.

##### Versuche an nichtmenschlichen Primaten
Die EU-Richtlinie 2010/63/EU untersagt die Verwendung nichtmenschlicher Primaten in wissenschaftlichen Verfahren, mit einigen Ausnahmen (Artikel 8 2010/63/EU). Hierzu zählen Tierversuche, wenn sie „in Hinblick auf die Verhütung, Vorbeugung, Diagnose oder Behandlung von klinischen Zuständen beim Menschen durchgeführt [werden], die zur Entkräftung führen oder potentiell lebensbedrohlich sind“ (Artikel 8 Absatz 1 2010/63/EU), sowie Tierversuche für Grundlagenforschung oder Forschung zur Erhaltung der Arten. Außerdem sieht die Richtlinie vor, dass alle Versuche an Primaten einer rückblickenden Bewertung durch die zuständige Behörde unterzogen werden müssen (Artikel 39 Absatz 2 2010/63/EU). Diese EU-Vorgabe wird unter § 35 Absatz 1 TierSchVerV in nationales Recht umgesetzt. Seit November 2022 untersagt die EU den Einsatz wildgefangener nichtmenschlicher Primaten und ihrer direkten Nachkommen in Tierversuchen.

##### Kritik an den nationalen gesetzlichen Regelungen
Vertragsverletzungsverfahren
Die EU-Kommission leitete im Jahr 2018 ein Vertragsverletzungsverfahren gegen Deutschland mit der Fallnummer INFR(2018)2207 ein. Anlass waren Defizite in der nationalen Umsetzung der EU-Tierversuchsrichtlinie 2010/63/EU in deutsches Recht. Hinweise auf diese Mängel wurden unter anderem von der Deutschen Juristischen Gesellschaft für Tierschutzrecht und dem Deutschen Tierschutzbund an die EU-Kommission herangetragen. Die EU-Kommission identifizierte unter anderem Defizite in den Bereichen behördlicher Kontrollen, der Sachkunde des Personals und der Anwesenheit von Tierärzten. Juristische Gutachter stellten mehr als 30 teilweise erhebliche Abweichungen von den Vorgaben der EU-Richtlinie fest, die sich nachteilig auf den Schutz der Tiere auswirken. Die schwerwiegendsten Fehler betrafen unter anderem das Genehmigungsverfahren für Tierversuchsvorhaben. Die Richtlinie schreibt vor, dass jeder Tierversuch einer umfassenden Projektbewertung unterzogen werden muss. In Deutschland war es bis dahin jedoch möglich, bestimmte Tierversuche lediglich bei der zuständigen Behörde anzuzeigen, sodass diese ohne explizite Genehmigung durch die Behörde durchgeführt werden konnten. Blieb eine Reaktion der Behörde auf die Anzeige eines Tierversuchs aus, durfte der Versuch durchgeführt werden. Das im Zuge der Anpassung des Tierschutzgesetzes eingeführte vereinfachte Genehmigungsverfahren wird von Tierschutzorganisationen weiterhin als unzureichend kritisiert, da es nicht den EU-Anforderungen an eine Prüfung auf Unerlässlichkeit und ethische Vertretbarkeit jedes einzelnen Tierversuchs entspreche.
Weitere Kritik
Im Jahr 2018 adressierte die Ständige Senatskommission für tierexperimentelle Forschung der Deutschen Forschungsgemeinschaft Probleme in der Praxis der Genehmigungsverfahren für Tierversuche seit der Novellierung des Tierschutzgesetzes 2013. Diese behinderten das Ziel der Förderung einheitlicher Tierschutzstandards und hätten negative Folgen für die biomedizinische Forschung in Deutschland. Basis der Stellungnahme sind eine bundesweite Umfrage und mehrere Gesprächsrunden mit Experten.
Tierschutzorganisationen, darunter Ärzte gegen Tierversuche und die Deutsche Juristische Gesellschaft für Tierschutz, kritisieren, dass trotz der Beendigung des Vertragsverletzungsverfahrens der EU gegen Deutschland und den damit verbundenen Anpassungen des deutschen Tierschutzgesetzes, die Genehmigungspraxis für Tierversuchsvorhaben die Vorgaben der EU-Richtlinie weiterhin nicht ausreichend umsetze. Das eingeführte vereinfachte Genehmigungsverfahren, das die Anzeigepflicht für bestimmte Tierversuchsvorhaben ersetzt, erfülle die Vorgabe zur Prüfung auf Unerlässlichkeit und ethische Vertretbarkeit jedes einzelnen Tierversuchsvorhabens nicht.
Tierschutzorganisationen kritisieren zudem, dass Deutschland von der in Artikel 55 Absatz 3 der EU-Richtlinie 2010/63/EU enthaltenen Schutzklausel Gebrauch macht, die es den EU-Mitgliedstaaten erlaubt, schwerbelastende Tierversuche zu genehmigen. Die Richtlinie spricht sich für eine Obergrenze für Schmerzen, Leiden und Ängste aus, die Tieren in wissenschaftlichen Verfahren zugefügt werden dürfen, und für ein Verbot von schwer belastenden Verfahren, „die voraussichtlich länger andauernde und nicht zu lindernde starke Schmerzen, schwere Leiden oder Ängste auslösen“ (Erwägungsgrund 23 2010/63/EU und Artikel 15 Absatz 2 210/63/EU). Dennoch stellt die EU-Richtlinie ihren Mitgliedsstaaten mittels einer Schutzklausel die Genehmigung solcher schwer-belastenden Tierversuche frei (Artikel 55 Absatz 3 2010/63/EU).

#### Datenbanken für Tierversuchsvorhaben in Deutschland
Welche Tierversuchsvorhaben von den zuständigen Landesbehörden genehmigt werden, kann in der Datenbank AnimalTestInfo recherchiert werden. Die Datenbank AnimalTestInfo für Tierversuchsvorhaben in Deutschland enthält allgemein verständliche Projektzusammenfassungen der Tierversuchsvorhaben, deren Durchführung von wissenschaftlichen Forschungsinstituten der Universitäten, der Industrie und des Bundes beantragt und von den zuständigen Behörden der Bundesländer genehmigt wurden. Die Antragsteller sind für den Inhalt der veröffentlichten Projektzusammenfassungen verantwortlich. Die Datenbank ist beim Bundesinstitut für Risikobewertung (BfR) angesiedelt. Der Gesetzgeber hat dem BfR den gesetzlichen Auftrag erteilt, die Projektzusammenfassungen von genehmigten Tierversuchsvorhaben in Deutschland anonym zu veröffentlichen (§ 41 Absatz 1 Satz 1 TierSchVersV).
Am BfR ist auch das Deutsche Zentrum zum Schutz von Versuchstieren (Bf3R) angesiedelt. Das Zentrum koordiniert bundesweit alle Aktivitäten mit den Zielen, Tierversuche auf ein unerlässliches Maß zu beschränken und für Versuchstiere den bestmöglichen Schutz zu gewährleisten. Darüber hinaus sollen durch die Arbeit des Zentrums national und international Forschungsaktivitäten angeregt und der wissenschaftliche Dialog gefördert werden. Integraler Bestandteil des Bf3R ist die ZEBET – die „Zentralstelle zur Erfassung und Bewertung von Ersatz- und Ergänzungsmethoden zum Tierversuch“. Die ZEBET ist einer von fünf Kompetenzbereichen des Bf3R. Sie wurde 1989 mit dem Ziel gegründet, den Einsatz von Tieren zu wissenschaftlichen Zwecken auf das unerlässliche Maß zu beschränken und Alternativen zum Tierversuch zu entwickeln. Die ZEBET erforscht, entwickelt und validiert im eigenen Labor Alternativmethoden nach dem 3RPrinzip.
Das Bf3R führt auch das Animal Study Registry, ein Online-Register, in dem Forscher freiwillig ihre Forschungsvorhaben, die Tierversuche beinhalten, registrieren können. Die Angaben in diesem Register sind nicht anonym und werden spätestens fünf Jahre nach Eintragung öffentlich.

### Österreich
In Österreich gilt das Gesetz über Versuche an lebenden Tieren (Tierversuchsgesetz). Der Eingriff muss vorher von den zuständigen Behörden genehmigt werden. Der Tierversuchsleiter bekommt für diesen einen Tierversuch auch eine Genehmigung der Behörden. Das österreichische Tierversuchsgesetz sieht eine Kontrollkommission vor, die jährlich jedes Tierversuchslabor unangemeldet kontrollieren kann. Ein „Nicht-Bestehen“ dieser Kontrolle oder ein Verstoß gegen die Gesetzeslage wird mit sofortigem Außerkraftsetzen der Genehmigung und mit einem Strafverfahren geahndet. Tierversuche für Kosmetika sowie Tierversuche an Menschenaffen sind gesetzlich verboten. Des Weiteren werden jährlich staatliche Förderungen und Staatspreise für Entwicklungen von Alternativen zum Tierversuch ausgeschrieben, gefördert und finanziert.

## Herkunft der Tiere
Für Tierversuche werden überwiegend Tiere verwendet, die speziell zu wissenschaftlichen Zwecken gezüchtet wurden.
Die Verwendung solcher zu wissenschaftlichen Zwecken gezüchteten Tiere ist sowohl im europäischen als auch im deutschen Recht verankert. Die EU-Richtlinie 2010/63/EU über den Schutz der zu wissenschaftlichen Zwecken verwendeten Tiere schreibt in Artikel 10 vor, dass Tiere aus anerkannten Zuchtbetrieben verwendet werden sollen. Dies wird damit begründet, dass Versuchsdurchführende dadurch über umfassende Kenntnisse zu den genetischen, biologischen und verhaltensbezogenen Eigenschaften der Tiere verfügen – beispielsweise ihre durchschnittliche Lebensdauer, genetische Dispositionen oder die Häufigkeit bestimmter Erkrankungen innerhalb der Population – und damit, dass die Variabilität innerhalb der Versuchspopulation verringert wird (Erwägungsgrund 20 2010/63/EU). Letzteres soll zur Minimierung der Anzahl von Verfahren und verwendeten Tiere beitragen. Entsprechend regeln auch §§ 19 und 20 der deutschen Tierschutz-Versuchstierverordnung (TierSchVerV) die bevorzugte Verwendung von gezüchteten Tieren und führen die Bedingungen auf, unter denen Ausnahmen zulässig sind.
Die Standardisierung der Tiere gilt zwar als Voraussetzung für vergleichbare Versuchsergebnisse. Gleichzeitig steht sie in der Kritik, zur eingeschränkten Reproduzierbarkeit von Forschungsergebnissen beizutragen, da Ergebnisse unter stark standardisierten Bedingungen spezifischer für die jeweilige Studie sind.
Die Verwendung wildlebender Tiere für Tierversuche ist nach deutschem und europäischem Recht nur in begründeten Ausnahmefällen erlaubt. Tiere aus der freien Wildbahn sollen laut Artikel 10 Absatz 3 der Richtlinie 2010/63/EU nur dann verwendet werden, wenn der wissenschaftliche Zweck nicht durch den Einsatz gezüchteter Tiere erreicht werden kann.
Ungeachtet dieser gesetzlichen Vorgaben gibt es Berichte über Unregelmäßigkeiten im internationalen Handel mit nicht-menschlichen Primaten, insbesondere bei Langschwanzmakaken (Macaca fascicularis), die häufig in der biomedizinischen Forschung eingesetzt werden. In diesem Zusammenhang gab es Berichte über illegale Wildfänge und Fälschung von Papieren, um Tiere aus der Wildnis unter anderem für wissenschaftliche Zwecke exportieren zu können.

## Anwendungsbereiche

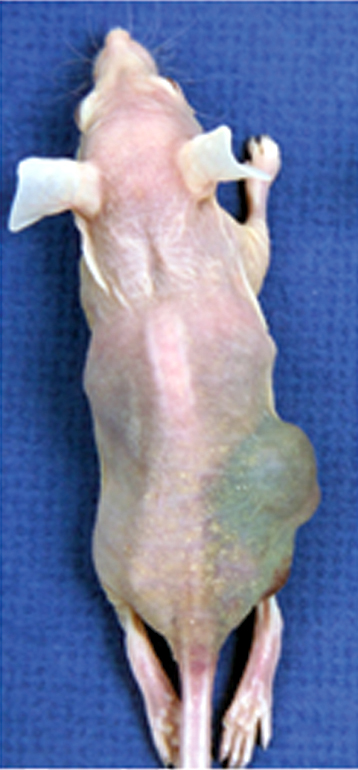
Eine athymische Maus mit einem implantierten humanem Prostatakarzinom. Athymische Mäuse werden häufig in der Krebsforschung als Modellorganismus verwendet.

Tierversuche lassen sich unter anderem anhand ihrer Verwendungszwecke, wie sie in der deutschen Tierversuchsstatistik verwendet werden, einteilen. Diese Verwendungszwecke definieren, welchem konkreten Ziel ein Tierversuch dient. Hierzu zählen:
- Grundlagenforschung
- Translationale und angewandte Forschung
- Verwendung zu regulatorischen Zwecken
- Verwendung zu regulatorischen Zwecken und Routineproduktion
- Schutz der natürlichen Umwelt im Interesse der Gesundheit oder des Wohlbefindens von Menschen und Tieren
- Erhaltung der Art
- Hochschulausbildung
- Schulung zum Erwerb, zur Erhaltung oder zur Verbesserung beruflicher Fähigkeiten
- Forensische Untersuchungen
- Erhaltung von Kolonien etablierter genetisch veränderter Tiere, die nicht in anderen Verfahren verwendet werden

### Grundlagenforschung
Im Berichtsjahr 2023 wurden 58,5 % der in Deutschland verwendeten Tiere für die Grundlagenforschung eingesetzt. Zur Grundlagenforschung zählt auch die Verhaltensforschung.
Mit 64,3 % wurden 2018 in der Schweiz die meisten Tierversuche im Bereich der medizinischen Grundlagenforschung durchgeführt.

### Translationale und angewandte Forschung
Die translationale und angewandte Forschung umfasst die Erforschung von Erkrankungen beim Menschen und bei Tieren sowie die Entwicklung neuer Arzneimittel und therapeutischer Verfahren. In Deutschland wurden im Jahr 2023 14,3 % der in Tierversuchen eingesetzten Tiere dieser Kategorie zugeordnet. Diese Kategorie wurde erstmals im Berichtsjahr 2014 in Deutschland eingeführt. Zuvor wurden vergleichbare Verwendungszwecke unter Bezeichnungen wie „Erforschung und Entwicklung von Produkten und Geräten für die Human-, Zahn- und Veterinärmedizin“ erfasst. Im Jahr 2013 beispielsweise entfielen in Deutschland 14,6 % der Tiere auf diese damalige Kategorie. Im Jahr 2005 wurden in Deutschland 21 % der bei Tierversuchen verwendeten Tiere zur Erforschung und Entwicklung von Produkten und Geräten für die Human-, Zahn- und Veterinärmedizin eingesetzt.
Da viele Erkrankungen des Menschen bei Tieren nicht spontan oder natürlicherweise vorkommen, werden durch verschiedene Verfahren im Tier Symptome herbeigeführt, die menschlichen Krankheiten ähneln sollen (siehe hierzu auch: Modellorganismus). Die weitaus meisten Tiere, die für translationale und angewandte Forschung eingesetzt werden, sind Mäuse, gefolgt von Ratten (2023: 84,9 % Mäuse, 4,8 % Ratten).
Nicht in diese Kategorie fallen Tierversuche, die zu regulatorischen Sicherheitsüberprüfungen von Arzneimitteln und Medizinprodukten durchgeführt werden. Diese Versuche werden gesondert unter der Kategorie „Verwendung zu regulatorischen Zwecken und Routineproduktion“ erfasst.
Laut Angaben des Verbandes forschender Arzneimittelhersteller (VFA) entfallen 86 % der im pharmazeutischen Bereich durchgeführten Tierversuche auf die Überprüfung von Arzneimitteln auf ihre Unbedenklichkeit, Qualität und Wirksamkeit (Pharmaforschung).

### Verwendung zu regulatorischen Zwecken und Routineproduktion
Im Berichtsjahr 2023 wurden 16,9 % der in Deutschland verwendeten Tiere in Tierversuchen für regulatorische Zwecke oder für Routineproduktionen eingesetzt. Hierzu zählen unter anderem gesetzliche Toxizitätsprüfungen und Wirksamkeitstests neuer potenzieller Arzneimittel sowie Chemikalien. Darüber hinaus fallen unter diese Kategorie auch Chargentestungen, bei denen neue Chargen bereits zugelassener Produkte auf ihre Qualität und Sicherheit hin überprüft werden.
Vor dem Berichtsjahr 2014 wurden diese Tierversuche unter der Bezeichnung „Herstellung und Qualitätskontrolle“ geführt. Im Jahr 2005 entfielen knapp 14 % der in Tierversuchen verwendeten Tiere auf den Bereich der Produktherstellung und Qualitätskontrolle.

Die rechtliche Grundlage für Tierversuche im Rahmen chemikalienrechtlicher Toxizitätsprüfungen bildet die EU-Verordnung Nr. 1907/2006 („REACH“), welche die Registrierung, Bewertung, Zulassung und Beschränkung chemischer Stoffe in der EU regelt. Dort finden sich Standardanforderungen und Vorgaben zu Tierversuchsdaten für die Zulassung von Stoffen, die in Mengen von mindestens einer Tonne, zehn Tonnen, 100 Tonnen oder 1000 Tonnen jährlich in die EU importiert oder dort hergestellt werden.
Mit dem Inkrafttreten der EU-Chemikalien-Richtlinie REACH-Verordnung am 1. Juli 2007 wurde ein erheblicher Anstieg der Tierversuche im toxikologischen Bereich erwartet. 30.000 Chemikalien, die vor 1981 auf den Markt gekommen sind, sollen hinsichtlich ihrer Gefährlichkeit für Mensch und Umwelt zu großen Teilen in Tierversuchen getestet werden.

### Studium und Ausbildung
In Deutschland wurden im Jahr 2023 rund 0,6 % der Versuchstiere für die Hochschulausbildung und 2,6 % im Rahmen von Schulungen zum Erwerb, zur Erhaltung oder zur Verbesserung beruflicher Fähigkeiten verwendet. Außerdem werden Tiere zu Studiums- und Ausbildungszwecken getötet, ausschließlich um deren Organe oder Gewebe zu verwenden. Diese Praxis wird rechtlich nicht als Tierversuch gemäß § 7 Tierschutzgesetz eingestuft, sondern unterliegt § 4 Tierschutzgesetz.

### Kosmetika
Tierversuche zur Entwicklung kosmetischer Produkte sind in der Europäischen Union größtenteils verboten, finden allerdings für einige kosmetische Inhaltsstoffe immer noch statt.
In Deutschland dürfen seit 1986 keine Tierversuche zur Entwicklung dekorativer Kosmetik mehr durchgeführt werden. Seit 1998 galt dieses Verbot auch für pflegende Kosmetika, wobei unter bestimmten Bedingungen Ausnahmen zugelassen wurden. Gleichwohl blieb es bis in die 2000er-Jahre möglich, Tierversuche im Ausland durchführen zu lassen und Kosmetikprodukte, die an Tieren getestet wurden, innerhalb Deutschlands und der EU zu vermarkten.
Mit der EU-Kosmetikrichtlinie 2003/15/EG setzte die EU einen rechtlichen Rahmen zur schrittweisen Abschaffung von Tierversuchen für kosmetische Endprodukte. Die EU-Mitgliedstaaten waren ab 2004 verpflichtet, entsprechende nationale Regelungen zu erlassen. Die Richtlinie forderte sowohl ein Verbot der Durchführung als auch der Vermarktung kosmetischer Endprodukte, die in Tierversuchen getestet wurden in den EU-Mitgliedstaaten (Erwägungsgrund 3 2003/15/EG). Am 1. Oktober 2004 veröffentlichte die Europäische Kommission Zeitpläne zur stufenweisen Einstellung der verschiedenen Versuche für Kosmetika: Ab dem 11. März 2009 galt das Vermarktungs- und Versuchsverbot für die meisten Testarten, ab dem 11. März 2013 auch für Tests zur wiederholten Verabreichung, Reproduktionstoxizität und Toxikokinetik. Mit der im Jahr 2009 eingeführten Verordnung (EG) 1223/2009 über kosmetische Mittel, wurden die zuvor festgelegten Fristen für das Verbot des Inverkehrbringens (Vermarktungsverbot) kosmetischer Endprodukte, wenn deren Inhaltsstoffe oder das Produkt selbst in Tierversuchen getestet wurden, sowie das Verbot zur Durchführung solcher Tierversuche (Versuchsverbot) festgeschrieben (Erwägungsgrund 43 1223/2009/EG).
Dennoch bestehen Ausnahmen vom Tierversuchsverbot für Kosmetika. Dies betrifft insbesondere kosmetische Inhaltsstoffe, die nicht ausschließlich in Kosmetika, sondern auch in anderen Produktgruppen, etwa Wandfarben, eingesetzt werden. Diese Inhaltsstoffe unterliegen zusätzlich zur EU-Kosmetikverordnung auch der EU-Chemikalienrichtlinie REACH (Verordnung (EG) Nr. 1907/2006), die unter bestimmten Voraussetzungen weiterhin Tierversuche vorschreibt. Zudem können Tierversuche auch für rein kosmetische Inhaltsstoffe erfolgen, beispielsweise aufgrund von Arbeitssicherheits- oder Umweltaspekten. Außerdem befinden sich weiterhin Kosmetika auf dem EU-Markt, die vor Inkrafttreten der genannten Verbote in Tierversuchen getestet wurden.

### Andere Bereiche
Tierversuche werden außerdem zur Diagnose von Krankheiten wie Tollwut und zur Prüfung von Schädlingsbekämpfungsmitteln durchgeführt. Weiterhin werden Tierversuche auch in der Raumfahrt zum Test von Lebenserhaltungssystemen und zur Erforschung von Auswirkungen kosmischer Umweltbedingungen ausgeführt. Besondere Berühmtheit erlangte 1957 die Hündin Laika, die als erstes Lebewesen in die Umlaufbahn der Erde geschickt worden war und dort, vermutlich an Stress und Überhitzung, starb.

## Verwendung von Tieren zu wissenschaftlichen Zwecken außerhalb von Tierversuchen
Zusätzlich zu den mehr als 1,4 Mio. Tieren, die im Jahr 2023 in Deutschland in Tierversuchen verwendet wurden, wurden weitere 671.958 Tiere getötet, um Gewebe oder Organe zu entnehmen. Ein Teil der entnommenen Organe und Gewebe werden genutzt, um Zellen zu isolieren, die dann häufig für Zellkulturen mit tierischen Zellen verwendet werden. Die Tötung von Tieren ausschließlich zur Organ- oder Gewebeentnahme erfolgt nicht im Rahmen eines Tierversuchs im Sinne der §§ 7 und 8 des TierSchG und wird daher rechtlich gesondert unter § 4 Tierschutzgesetz geregelt. Gleichwohl werden diese Tiere in Deutschland in den regelmäßigen Veröffentlichungen der Tierverwendungsstatistiken durch die zuständigen Landesämter neben den Tierversuchen aufgeführt.

### Studium und Ausbildung
Neben der Verwendung von Tieren in Tierversuchen zu Ausbildungszwecken gemäß § 7 Tierschutzgesetz, werden Tiere auch ausschließlich für Organ- oder Gewebeentnahmen gemäß § 4 Tierschutzgesetz getötet. Dabei geht es vor allem um die Veranschaulichung des theoretischen Lehrstoffs im Studium der Biologie, Human- und Tiermedizin. Hierzu zählen Praktika im Rahmen des Biologie-Studiums, in denen getötete Tiere zur Veranschaulichung anatomischer Strukturen verwendet werden. Ziel ist es, den Studierenden einen Einblick in den Aufbau und die Lage innerer Organe verschiedener Tiergruppen zu geben. In diesem Kontext werden unter anderem getötete Ratten, Regenwürmer und verschiedene Insekten seziert. Verschiedene Organe getöteter Frösche werden in tierphysiologischen Praktika verwendet, um biologische Prozesse wie die Nervenreizweiterleitung, Muskelkontraktion oder Herzfunktion zu demonstrieren. Diese Organe bleiben auch nach dem Tod noch einige Zeit funktionsfähig.
Inzwischen stehen zahlreiche tierfreie Lehrmittel zur Verfügung, darunter Computersimulationen, Virtual-Reality-Anwendungen, physische Modelle oder sezierbare Attrappen. Studien zeigen, dass solche tierfreien Methoden in der Aus-, Fort- und Weiterbildung eine vergleichbare oder sogar höhere Lerneffizienz aufweisen als tierbasierte Verfahren.
Studenten an Hochschulen in Baden-Württemberg, Berlin, Bremen, Hamburg, Nordrhein-Westfalen, Rheinland-Pfalz, im Saarland, Sachsen-Anhalt und Thüringen können sich mit Hilfe des Hochschulrahmengesetzes dieser Länder von Übungen an eigens zu diesem Zweck getöteten Tieren oder Teilen von ihnen befreien lassen.

## Beispiele für Testreihen

### In der medizinischen Forschung
Je nach Zielsetzung und verwendeten Tieren kommen in der medizinischen Forschung unterschiedliche Versuchsaufbauten zum Einsatz. Die Anforderungen an neue Arzneimittel und präklinische Studien, einschließlich Tierversuchen, sind in der EU-Richtlinie 2001/83/EC sowie in den Leitlinien des International Council for Harmonisation of Technical Requirements for Pharmaceuticals for Human Use (ICH) und der Europäischen Arzneimittelbehörde (EMA) festgelegt.
Die ICH-Leitlinie ICH S5 (R3) zu Reproduktiver Toxizität beschreibt unter anderem die Auswahl geeigneter Dosierungen und die am häufigsten eingesetzten Tierarten für diese Testungen. Als Nagerspezies werden am häufigsten Ratten verwendet, als Nicht-Nagerspezies vorwiegend Kaninchen. Für Studien zur Fertilität und frühen Embryonalentwicklung (FEED) empfiehlt die Leitlinie den Einsatz von jeweils 20 männlichen und 20 weiblichen Ratten zu verwenden. Darüber hinaus enthält die Leitlinie Angaben zum Zeitraum der Verabreichung des potentiellen neuen Arzneimittels sowie zur Tötung und Untersuchung der Tiere. Männliche Tiere sollen nach der Tötung makroskopisch untersucht werden, Hoden und Nebenhoden werden für mögliche mikroskopische Untersuchungen aufbewahrt. Bei begatteten Weibchen wird nach deren Tötung ein Kaiserschnitt durchgeführt; Eierstöcke und Gebärmutter werden ebenfalls für eventuelle mikroskopische Untersuchungen aufbewahrt. Ähnliche Angaben enthält die ICH-Leitlinie ICH S5 (R3) auch für Giftigkeitsstudien zu Prä- und Postnataler Entwicklung (PPND) und fötaler Embryonalentwicklung (EFD).
Für Untersuchungen zur Wirksamkeit und Sicherheit von Hormonpräparaten, etwa im Rahmen der Entwicklung oraler Kontrazeptiva (z. B. der Antibabypille), können unter anderem die Leitlinien ICH S5(R3) (Reproduktionstoxikologie) und ICH S1B(R1) (Karzinogenitätsstudien) Anwendung finden. Dabei zeigen Studien, dass Östrogene, wie sie zur hormonellen Empfängnisverhütung eingesetzt werden, in verschiedenen Tierarten und beim Menschen unterschiedlich wirken. Vor diesem Hintergrund weisen Medikamentenfachinformationen von Antibabypillen darauf hin, dass tierexperimentelle Ergebnisse zu Östrogenen hinsichtlich ihrer Übertragbarkeit auf den Menschen nur beschränkt prädiktiv sind.

### In der chemischen und Kosmetikindustrie
Die EU-Chemikalienverordnung REACH zur Registrierung, Bewertung, Zulassung und Beschränkung chemischer Stoffe macht Angaben zu Standardanforderungen für Chemikalien, die in bestimmten Mengen jährlich in der EU produziert oder in die EU importiert werden. Ein Tierversuch zur Testung auf schwere Augenschädigung/Augenreizung wird laut REACH-Verordnung beispielsweise dann durchgeführt, wenn entsprechende In-vitro-Prüfungen nicht anwendbar sind oder die Ergebnisse dieser Prüfungen für die Einstufung und Risikobewertung nicht aussagekräftig genug sind. Beispielsweise wird dann der sogenannte Draize-Test an Kaninchen durchgeführt. Dabei findet der Draize-Test in der Annahme statt, dass die Ergebnisse, die am Kaninchen erzielt werden, direkt auf den Menschen übertragbar seien. Hierzu werden den Testtieren oft erheblich konzentrierte Mengen der zu testenden Substanzen in die Augen getropft, die ähnlich empfindlich reagieren wie menschliche Augen. Damit sichergestellt ist, dass sie die Substanzen nicht aus den Augen wischen können, werden die Kaninchen während der Testreihen in Boxen gesperrt, aus denen ihr Kopf ins Freie ragt. Im Jahr 2005 wurden in Deutschland für den Schleimhautreizungstest 505 Kaninchen verwendet. Im Jahr 2023 wurden 30 Kaninchen für Augenreizungs- und Augenverätzungstests verwendet, 2022 waren es 14 Kaninchen. Im Juni 2022 wurde die erste alleinstehende in-vitro-Prüfmethode von der OECD anerkannt, die Zellkulturen humaner kornealer Epithelzellen nutzt, um Augenschädigungs- und Augenreizungspotentiale von Chemikalien zu bestimmen (Test Guidline No. 492B). Die OECD empfiehlt diesen Test als vollwertigen Ersatz des Draize-Tests zur Klassifizierung von Chemikalien.

## Art und Anzahl der verwendeten Tiere
Nachdem der Biologe Clarence Little (1888–1971) sich mit Gregor Mendels Werk auseinandergesetzt hatte, fing er an, Mäuse für seine Forschung einzusetzen. Seitdem sind Mäuse die am meisten verwendeten Tiere für Forschungsversuche. Dies nahm in den 1980er Jahren durch Fortschritte in der Gentechnik stark zu, nämlich durch die Schaffung der Knockout-Maus, der Krebsmaus und des Cre/loxP-Systems. Dadurch konnten Mäuse gezüchtet werden, die menschliche Erkrankungen wie Alzheimer, Diabetes, Übergewicht, Herzkrankheiten, Taubheit, Blindheit, Zwangsstörungen, Schizophrenie und Drogensucht abbilden sollten. Wobei die künstliche Erzeugung menschlicher Krankheitsaspekte in Tieren auf anderen Ursachen beruht, als die natürliche Entstehung der Krankheitsbilder im Menschen. Beispielsweise erkranken Mäuse natürlicherweise nicht an Alzheimer. In den 2000er Jahren wurde die Anzahl der Mäuse in Forschungslaboren weltweit auf 20 bis 80 Millionen geschätzt und sollten etwa 90 % aller für die Forschung eingesetzten Tiere darstellen. Als Gründe für diese Verbreitung wird unter anderem die genetische Ähnlichkeit zum Menschen genannt: Etwa 99 % der Maus-Gene besitzen ein homologes Gegenstück im menschlichen Genom. Jedoch machen proteincodierende Gene nur etwa zwei Prozent des menschlichen Genoms aus. Der Großteil der menschlichen DNA besteht aus nicht-codierenden Sequenzen, wie regulatorischen Elementen, die die Genaktivität beeinflussen. Betrachtet man das gesamte Genom, also codierende und nicht-codierende Sequenzen, sind etwa 40 % der menschlichen DNA-Sequenz mit entsprechenden Abschnitten im Mausgenom abgleichbar. Als weiterer Grund für die häufige Verwendung von Mäusen in Tierversuchen wird genannt, dass die Reproduktion von Mäusen günstig sei und schnell vonstatten gehe, und dass Mäuse kaum menschliche Fürsprecher haben. Clarence Little sagte, Menschen haben kaum Mitgefühl für Mäuse, anders als für Hunde oder Katzen. Man müsse „die uralte Feindschaft zwischen Frau und Muridae“ ausnutzen, um die Forschung voranzubringen. Little sagte, auf Tierversuche dürfe man nicht emotional reagieren. Sie seien wichtig für die Forschung und ohne sie sei die Humanbiologie verdammt. Es stünde zu viel auf dem Spiel, um darauf zu verzichten. Der Neurologe Herbert Stiller (1923–1985) hingegen kritisierte: „Die Schäden dieser für den Menschen unverbindlichen Forschung treffen letztlich den Patienten.“

### Deutschland

Tierversuchszahlen 2000–2013

Seit dem 1. Januar 1989 besteht in Deutschland durch die Versuchstier-Meldeverordnung eine gesetzliche Verpflichtung zur Erfassung der für wissenschaftliche Versuche verwendeten Tiere. Bis zum Berichtsjahr 2019 veröffentlichte das deutsche Bundesministerium für Ernährung und Landwirtschaft jedes Jahr entsprechende Tierversuchsstatistiken. Neben den Statistiken zu Tieren in Tierversuchen erfasste das BMEL auch Tiere, die für Organ- oder Gewebeentnahme zu wissenschaftlichen Zwecken getötet wurden. Bei den Zahlen des BMEL ist zu bedenken, dass sie „nur diejenigen Tiere erfassen, die innerhalb eines genehmigten Tierversuchsvorhabens tatsächlich verwendet wurden. Allerdings wird zur Schaffung einer neuen genetischen Linie mit den erwünschten Eigenschaften eine wesentlich größere Anzahl von Tieren benötigt. Ein Großteil dieser Tiere kann mangels anvisierten Phänotyps in keinem Tierversuch eingesetzt werden und ist somit überzählig. Dies kann auch eine optimale Versuchs- und Zuchtplanung nicht verhindern.“
Die Zahlen gingen zunächst von 2,6 Millionen im Jahr 1989 auf 1,5 Millionen im Jahr 1997 zurück. Seither steigen sie wieder an. Für das Jahr 2014 spricht das Ministerium von rund 2,8 Millionen Wirbeltieren, die für wissenschaftliche Versuche eingesetzt wurden.
Im Jahr 2017 wurden etwa zwei Millionen Tiere für wissenschaftliche Tierversuche in Deutschland eingesetzt. Mit 1,37 Millionen Tieren wurden Mäuse am häufigsten in jenem Jahr verwendet. Der Rest verteilt sich auf 255.000 Ratten, 240.000 Fische, 3.472 Affen sowie 3.300 Hunde und 718 Katzen. Etwa 50 % aller Tiere wurden im Bereich der Grundlagenforschung eingesetzt. Bei 27 % ging es um die Herstellung oder Überprüfung von Arzneimitteln. Bei weiteren 15 % wurden Krankheiten erforscht. Ca. 740.000 der zwei Millionen Tiere starben bzw. wurden getötet. Im letzten Berichtsjahr 2019, das vom BMEL veröffentlicht wurde, wurden 2.202.592 Tiere in Tierversuchen gemäß § 7 Tierschutzgesetz verwendet. Zusätzlich wurden 699.756 Tiere für Organ- und Gewebeentnahmen nach § 4 Tierschutzgesetz getötet.
Das Bundesinstitut für Risikobewertung (BfR) hat seit 2021, erstmals für das Berichtsjahr 2020, den gesetzlichen Auftrag vom BMEL übernommen, jährlich die von den Versuchstiereinrichtungen erhobenen und von den zuständigen Behörden an das BfR übermittelten Daten zusammenzustellen und an die Europäische Kommission zu übermitteln. Des Weiteren wird ebenfalls jährlich die Anzahl der Tiere erfasst, welche getötet wurden, um deren Organe und Gewebe für wissenschaftliche Zwecke zu verwenden. Die Anzahl der zu wissenschaftlichen Zwecken gezüchteten, aber nicht dazu verwendeten und schlussendlich getöteten Tiere, die sogenannten „überzähligen“ Tiere oder „Überschusstiere“, wird gemäß Artikel 2 Durchführungsbeschluss (EU) 2020/569 zur Richtlinie 2010/63/EU nur einmal alle fünf Jahre an die Europäische Kommission übermittelt. Seit dem Berichtsjahr 2021 erfasst das BfR die Anzahl dieser Tiere jährlich. Diese Statistiken sind auf der Website des Bf3R zu finden. Im aktuellsten Berichtsjahr 2023 wurden 1.456.562 Tiere in Tierversuchen eingesetzt.

### Österreich
Im Jahr 2005 wurden in Österreich 167.312 Tiere in Versuchen verwendet, darunter 128.634 Mäuse, 11.920 Ratten, 18.439 Kaninchen, 3.149 Meerschweinchen, 1.199 Fische, 85 Hunde, 12 Katzen und 56 Affen.
Im Jahr 2012 stieg die Anzahl leicht auf 184.610 Tiere. Darunter befanden sich 149.440 Mäuse, 7.270 Ratten, 15.480 Kaninchen, 2.790 Meerschweinchen, 3.823 Fische, 74 Hunde und 33 Katzen. Affen wurden 2012 nicht verwendet.
Es ist zu beachten, dass in der österreichischen Statistik nur Tiere aufscheinen, die tatsächlich in Tierversuchen verwendet wurden. Tiere, die mit Genehmigung extra für Versuche gezüchtet, anschließend aber getötet wurden, weil sie überzählig waren und Föten und Embryonen müssen nicht an die Behörde gemeldet werden.

### Schweiz
In der Schweiz werden die Tierversuchszahlen jährlich in der Tierversuchsstatistik des Bundesamts für Lebensmittelsicherheit und Veterinärwesen BLV veröffentlicht. Die Belastungen, die Tiere in den Versuchen erfahren, werden dabei in Schweregrade von 0 (keine Belastung) bis 3 (schwere Belastung) eingeteilt.
Seit 2014 wird auch die Anzahl Tiere, die in Versuchstierhaltungen gezüchtet und importiert werden, erfasst. Über die Hälfte dieser Tiere wird jeweils nicht in Tierversuchen verwendet, weil sie etwa nicht über die benötigten genetischen Merkmale verfügen. Die meisten dieser Tiere werden getötet. 2022 wurden 1.262.383 Tiere in der Versuchstierhaltung geboren oder aus dem Ausland importiert, der Großteil davon Mäuse (82 %).
Seit den 2000er-Jahren stagnieren die Tierversuchszahlen, zuletzt stiegen sie wieder (Stand Tierversuchsstatistik 2022). 2022 wurden 585.991 Tiere in Versuchen eingesetzt, darunter 352.367 Mäuse, 79.706 Fische, 50.769 Ratten, 64.686 Vögel, 15.703 Rinder, 7.694 Amphibien und Reptilien, 2.056 Hunde, 581 Kaninchen, 309 Katzen und 200 Primaten. Rund 60 % der Tiere (366.750) wurden in belastenden Versuchen (Schweregrade 1 bis 3) verwendet. Die Anzahl der Tiere, die in Versuchen von Schweregrad 3 eingesetzt wurden, hat sich seit 2013 verdoppelt (Stand Tierversuchsstatistik 2022).
Im Jahr 2005 wurden 550.505 Tiere zur Verwendung in Versuchen getötet, unter anderem 361.693 Mäuse, 136.657 Ratten, 10.818 Fische, 6.488 Kaninchen, 6.757 Vögel, 3.071 Hunde, 409 Katzen und 408 Affen. Ursache der vergleichsweise hohen Zahl ist die Bedeutung der Schweizer Pharma- und Chemie-Industrie.
1985 wurden in der Schweiz 170 Pferde, 690 Katzen, 705 Rinder, 736 Affen, 1.386 Schafe und Ziegen, 1.525 Schweine, 3.096 Hunde, 4.531 Amphibien und Reptilien, 20.396 Vögel, 34.608 Fische und 1.489.000 Ratten, Mäuse, Hamster und Meerschweinchen getötet, insgesamt damit 1.556.843 Tiere.

### Europa
| Tierart         | Anzahl in Mio. |
| --------------- | -------------- |
| Mäuse           | 6,42           |
| Ratten          | 2,34           |
| Fische          | 1,75           |
| Vögel           | 0,65           |
| Kaninchen       | 0,31           |
| Meerschweinchen | 0,26           |

Für Europa ergeben sich für das Jahr 2005 diese Zahlen (nebenstehende Tabelle; dabei sind Tiere erfasst, die bei Tests eingesetzt wurden, durch die Schmerzen, Leiden und dauerhafte Schäden verursacht wurden.) Die Verwendungszwecke der 12,1 Mio. im Jahr 2005 verwendeten Tiere teilte sich wie folgt auf: mehr als 60 % für Forschung auf den Gebieten Humanmedizin, Tiermedizin, Zahnmedizin und Biologie, 8 % toxikologische Versuche und andere Sicherheitsbeurteilungen. 78 % waren Nagetiere und Kaninchen, 15 % Kaltblüter und 5 % Vögel.

### Vereinigtes Königreich
In Großbritannien werden jährlich etwa 3 Millionen Tiere in Versuchen verwendet.

### Vereinigte Staaten
Für die USA liegen keine genauen Statistiken vor, da Ratten, Mäuse und Vögel von den Bestimmungen des Animal Welfare Act ausgenommen sind, aber den größten Anteil der benutzten Tiere ausmachen. Konservative Schätzungen für die Anzahl der jährlich verbrauchten Tiere beginnen bei 20 Millionen.
Unter bestimmten Voraussetzungen genügt in den USA für die Zulassung eines neuen Arzneimittels ein Wirksamkeitsnachweis im Tierversuch (Animal Efficacy Rule).

## Überschusstiere
Als sogenannte Überschusstiere oder „überzählige“ Tiere werden Tiere bezeichnet, die für wissenschaftliche Zwecke gezüchtet, jedoch nicht zu diesen verwendet und letztlich getötet werden. Diese Tiere entstehen im Rahmen der Zucht von Tieren für wissenschaftliche Zwecke, erfüllen jedoch aufgrund spezifischer Merkmale – etwa hinsichtlich Geschlecht, genetischer Merkmale oder Alter – nicht die Anforderungen des jeweiligen wissenschaftlichen Verwendungszwecks. Sofern eine Verwendung dieser Tiere für andere wissenschaftliche Zwecke nicht möglich ist, werden sie in der Regel getötet. Seit dem Berichtsjahr 2021 wird die Zahl der Überschusstiere in Deutschland jährlich erfasst. Im Jahr 2021 wurden 2.554.560 Tiere zu wissenschaftlichen Zwecken gezüchtet und ohne
Verwendung getötet. Für das Jahr 2022 lag die Zahl bei 1.769.437, im Jahr 2023 bei
1.373.173.

## Gesellschaftliche Bewertung von Tierversuchen
Die EU-Kommission führte anlässlich der anstehenden Revision der Richtlinie 86/609/EWG zum Schutz der in Versuchen eingesetzten Tiere von Juni bis August 2006 eine Online-Bürgerbefragung zum Thema Tierversuche durch. Die überwiegende Mehrheit der rund 43.000 Bürger aus 25 Ländern, die sich an der Umfrage beteiligten, sprach sich für mehr Tierschutz aus. So meinten über 90 % der Teilnehmer, dass die EU sowie die Regierung im eigenen Land für deutlich mehr Tierschutz im Bereich Tierversuche sorgen sollten, insbesondere für Affen, Hunde und Katzen. Die überwiegende Mehrheit der Befragten sprach sich für einen verbesserten Schutz von Mäusen (87 %), Fischen (83 %) und Fruchtfliegen (60 %) aus. 40 % der Befragten hingegen hielten Tierversuche für den Zweck der Therapie- und Medikamenten-Entwicklung für akzeptabel. Gleichzeitig führten 85 % der Befragten an, dass Tierschutzorganisationen die Hauptquelle für Informationen über Tierversuche seien. Nahezu alle Teilnehmer wünschten sich mehr Transparenz und Mitspracherecht hinsichtlich der Frage, wann und wie ein Tierversuch durchgeführt werden darf. Den medizinischen Fortschritt oder die Konkurrenzfähigkeit von Europa sahen rund Dreiviertel der Befragten durch Tierschutzbestimmungen keineswegs gefährdet. Ebenso viele Menschen waren für eine stärkere Förderung der Entwicklung und Anerkennung von tierversuchsfreien Methoden.
Weitere repräsentative Umfragen belegen ein öffentliches Interesse an einem Ausstieg aus Tierversuchen. Eine Umfrage des Physicians Committee for Responsible Medicine aus dem Jahr 2024 zeigte, dass 80 % der 2,205 befragten US-Amerikaner einen Ausstiegsplan aus Tierversuchen unterstützen.
Eine weitere Umfrage, durchgeführt von Savanta ComRes im Auftrag der Eurogroup for Animals im Jahr 2023, ergab, dass 77 % der 10.707 befragten Personen aus acht EU-Mitgliedstaaten eine EU-weite koordinierte Strategie für den Übergang zu wissenschaftlicher Forschung, Testung von Substanzen und Ausbildung ohne Tierversuche befürworten. Bereits im Jahr 2020 zeigte eine Umfrage desselben Instituts, dass 72 % der 5,653 Befragten aus zwölf EU-Staaten für die Einführung verbindlicher Ziele und Fristen zur Abschaffung von Tierversuchen durch die EU plädieren.
Im Jahr 2021 initiierte ein Zusammenschluss mehrerer Tierschutzorganisationen, darunter die European Coalition to End Animal Experiments, Eurogroup for Animals, PETA, Humane Society International und Cruelty Free Europe, die Europäische Bürgerinitiative „Save Cruelty Free Cosmetics – Für ein Europa ohne Tierversuche“. Innerhalb eines Jahres wurden mehr als 1,2 Millionen gültige Unterschriften gesammelt, womit die formale Voraussetzung für eine Befassung durch die EU-Institutionen erfüllt war. In der Folge kam es im März 2023 zu einem Treffen zwischen den Organisatoren der Bürgerinitiative und Vertretern der Europäischen Kommission. Im Mai 2023 folgte eine Anhörung im Europaparlament. Im Juli 2023 erklärte die Europäische Kommission, dass im Bereich der Chemikalientestung ein Fahrplan entwickelt werden solle, um Tierversuche „zu reduzieren und letztendlich abzuschaffen“. Hinsichtlich der Forderungen der Initiative nach einer vollständigen Einhaltung des Verbots von Tierversuchen für Kosmetika, das derzeit durch Anforderungen der REACH-Verordnung eingeschränkt wird, sowie einem Ausstieg aus allen Tierversuchen, kündigte die EU-Kommission keine konkreten Maßnahmen an.

## Initiativen zur Reduktion und zum Ausstieg aus Tierversuchen

### Politische Initiativen
Das Niederländische National Committee for the protection of animals used for scientific purposes (NCad) ist ein beratendes Gremium, das die niederländische Politik in Fragen zum Übergang zu tierfreier Forschung unterstützt. Im Jahr 2016 beauftragte der damalige niederländische Landwirtschaftsminister NCad mit der Erstellung eines Zeitplans für die schrittweise Abschaffung von Tierversuchen in den Niederlanden. NCad erstellte daraufhin das Beratungspapier „Transition policy advice 1.0“ zur Förderung tierversuchsfreier Forschung. Im Jahr 2024 folgte eine Evaluation dieses Dokuments sowie die Publikation eines aktualisierten Papiers, das weiterführende Empfehlungen enthält.
Im Jahr 2018 wurde als Folge des „Transition policy advice 1.0“ Papiers von NCad die niederländische Initiative „Transition Programme for Innovation without the use of animals “ (TPI) ins Leben gerufen. TPI arbeitet unter anderem mit der niederländischen Regierung zusammen. In einer Selbstevaluierung aus dem Jahr 2018 gab TPI zunächst an, nicht die Absicht zu haben, ein konkretes Zieljahr und eine verbindliche Roadmap zum Ausstieg aus Tierversuchen entwerfen zu wollen ("At the start of the acceleration programme, the collaborating partners explicitly decided on the philosophy and method of TPI and deliberately avoided setting specific goals and milestones") ("Review of TPI 2018/2018"). Für die Programmperiode 2024–2029 verfolgt TPI einen strategischeren Kurs: Es werden konkrete Ziele definiert und die Notwendigkeit von überprüfbaren Meilensteinen hervorgehoben. Im Rahmen des TPI-Partnerprogramms wird das niederländische Ministerium für Landwirtschaft, Fischerei, Ernährungssicherheit und Natur unter anderem daran arbeiten, den Übergang zu tierfreien Innovationen auf europäischer Ebene zu beschleunigen. Weitere Schwerpunkte liegen unter anderem auf dem Aufbau von Forschungsinfrastrukturen zur Förderung tierfreier Innovationen sowie auf der Forschung zu Ausstiegsoptionen aus Tierversuchen innerhalb des bestehenden Rechtsrahmens.
Außerdem richtete die Universität Utrecht eine Professur für „Evidence-Based Transition to Animal-free Innovations“ ein mit dem Ziel, den Übergang von Tierversuchen hin zu humanbasierten Methoden wissenschaftlich zu begleiten.
Auch Großbritannien hat mit der nationalen UK-Roadmap Maßnahmen ergriffen, die Entwicklung von Medikamenten sowie die Sicherheitsbewertung von Chemikalien vermehrt auf humanbasierte Methoden umzustellen.
In Norwegen empfiehlt der Nationale Ausschuss für Versuchstiere die Entwicklung eines Ausstiegsplan. Schweden wiederum publizierte ein offizielles Diskussionspapier, das den Tierversuch als bisherigen „Goldstandard“ kritisch hinterfragt.
Auf europäischer Ebene verabschiedete das EU-Parlament im Jahr 2021 eine Resolution, in der es die Europäische Kommission aufforderte, einen konkreten Aktionsplan zum Ausstieg aus Tierversuchen zu erarbeiten.
In den USA wurde mit der FDA Modernization Act 2.0 im Dezember 2022 eine gesetzliche Grundlage geschaffen, die erstmals klinische Studien auf Basis humanbasierter, tierversuchsfreier Methoden zulässt. Dies erlaubt die Entwicklung und Markteinführung tierversuchsfreier Medikamente.
In Australien veröffentlichte der National Health and Medical Research Council im Jahr 2024 ein Positionspapier, das erstmals gezielt bestimmte Tierversuche – etwa den Forcierten Schwimmtest – in staatlich geförderten Projekten untersagt.

### Initiativen aus Wirtschaft und Industrie
Zunehmend engagieren sich auch Unternehmen für eine Abkehr von Tierversuchen.
Die Vorstandsvorsitzende des Pharmaunternehmens Merck sprach sich 2023 öffentlich für den Ausstieg aus Tierversuchen aus.
Die 2023 gegründete „International Collaboration on Cosmetic Safety“ (ICCS) – eine internationale Initiative der Kosmetikbranche aus über 35 Unternehmen, darunter BASF, Beiersdorf, Unilever, L’Oréal und Procter & Gamble (P&G) – verfolgt das Ziel, die Akzeptanz von tierversuchsfreien Methoden von Kosmetika und deren Inhaltsstoffen in der Sicherheitsbewertung zu erhöhen und neue Methoden zur tierversuchsfreien Sicherheitsbewertung zu entwickeln, zu bewerten und die Ergebnisse dieser Bewertungen mit den Behörden zu teilen.
Darüber hinaus beteiligt sich der Chemiekonzern BASF gemeinsam mit weiteren Akteuren, darunter BioClavis und Novogene Europe an der Erforschung tierversuchsfreier Methoden im Auftrag der Europäischen Chemikalienagentur (ECHA). Ziel ist es, den Einsatz von Tierversuchen in der chemischen Sicherheitsbewertung weiter zu reduzieren.

### Schicksale ehemaliger Labortiere
In Orth an der Donau (Österreich) betrieb die Firma Immuno AG ein Forschungslabor, in dem Schimpansenjunge, die zuvor im zentralafrikanischen Dschungel unter Tötung ihrer Familienangehörigen zusammengekarrt worden waren, mit allerlei Viren infiziert wurden, um Medikamente zu testen und Forschung am lebenden Objekt zu betreiben. 1997 stellte der US-Mutterkonzern Baxter die Schimpansenversuche ein. Die kranken Tiere, die mehr als 20 Jahre in kleinen Käfigen verbracht und nie den Himmel gesehen hatten, konnten weder ausgewildert noch von einem Zoo übernommen werden. Sie wurden in einen eigens für sie errichteten Gebäudekomplex im damaligen Safaripark Gänserndorf untergebracht, wo sie zwar weiterhin nach außen hin streng abgeschirmt waren, aber nicht mehr in engen Käfigen isoliert wurden. Nach dem Konkurs des Safariparks (2004) wurde Ende 2009 das Gut Aiderbichl Affen-Refugium geschaffen, und 2011 erhielten die Affen – manche nach mehr als 30 Jahren – zum ersten Mal ein Außengehege. Die Leiterin des Affen-Refugiums berichtet, dass manche Affen es erst nach sieben Jahren wagten, durch die Türen aus den Innenräumen ins Freigehege zu gehen.

## Argumente für Tierversuche

### Erkenntnisgewinn
Vertreter der tierexperimentell ausgerichteten Forschung, wie die Deutsche Forschungsgemeinschaft, führen an, dass alle wichtigen Erkenntnisse im Bereich der Medizin auf Tierversuche zurückzuführen sind: Versuche an Hunden und Kaninchen hätten zur Entdeckung des Insulins geführt und geholfen, die Wirkung dieses Hormons zu verstehen und neue Therapien für die Zuckerkrankheit zu entwickeln. Weitere Beispiele für den Nutzen von Tierversuchen in der Medizin seien laut der Deutschen Forschungsgemeinschaft die Entwicklung von Impfseren z. B. gegen Diphtherie (Meerschweinchen), gegen Gelbfieber und Kinderlähmung (Maus und Affe) sowie Untersuchungen zur Krankheitsentstehung der Tuberkulose (Schaf und Rind), des Typhus (Maus, Ratte, Affe) und der Malaria (Taube).
In der Chirurgie sind durch Tierversuche neue Techniken entwickelt und Operationsmethoden verfeinert worden. So fanden erste Versuche zur Verpflanzung von Gewebe bereits zu Beginn des 20. Jahrhunderts an Mäusen statt. Andere wichtige Forschungsbereiche sind Untersuchungen zur Funktionsweise des Nervensystems, des Herz-Kreislauf-Systems und der Wirkungsweise von Hormonen sowie in der Krebsforschung. Ein Verzicht auf Tierversuche würde eine „Verlangsamung des medizinischen Fortschritts bedeuten und damit Heilungschancen für kranke Menschen deutlich schmälern“, heißt es bei der Deutschen Forschungsgemeinschaft.

### Übertragbarkeit
Zur Frage der Übertragbarkeit der Ergebnisse führen Tierversuchsbefürworter die große Ähnlichkeit zwischen Mensch und Tier hinsichtlich Zell- und Organfunktion an. Insbesondere die Bestandteile von Körperzellen und die biochemischen Mechanismen in den Zellen, die allen Lebensvorgängen zu Grunde liegen, weisen bei den verschiedenen Tierarten sehr große Ähnlichkeiten auf. Eine Übertragung vom Tier auf den Menschen sei daher zumal dann möglich, wenn auch die artspezifischen Besonderheiten in Betracht gezogen werden. Diese Grundvermutung gelte sowohl für die erwünschten als auch für die schädigenden und toxischen Wirkungen eines Stoffes. Insbesondere das komplexe Zusammenspiel von Wirkstoffen und deren Abbauprodukten mit unterschiedlichen Organen lasse sich in vielen Fällen nur am lebenden Tier sicher nachvollziehen.

### Aussagekraft
Trotz wesentlicher Fortschritte im Bereich der Alternativmethoden zum Beispiel mit Zellkulturen und Computersimulationen könne mit diesen Verfahren der „intakte Organismus“ nicht ersetzt werden, heißt es bei der Deutschen Forschungsgemeinschaft. Vor allem wenn das komplexe Zusammenwirken mehrerer Organsysteme untersucht werden soll, stoße die Zellkultur an ihre Grenzen. Wenn zum Beispiel die Rolle des Immunsystems im Verdauungstrakt oder die Wirkung von neuen Impfstoffen untersucht werden soll, müsste man sehr viele verschiedene Organe simulieren, da dabei komplexe höhere Regelmechanismen eine Rolle spielten.

### Ethische Argumentation
In der ethischen Argumentation wird davon ausgegangen, dass die Interessen der Menschen, ihre Gesundheit zu erhalten, grundsätzlich höher zu bewerten sind als der Schutz anderer Lebewesen. Die mit den Versuchen verbundenen möglichen Schäden (Schmerzen, Tod) bei Tieren werden z. B. mit der Entwicklung von Medikamenten für den Menschen gerechtfertigt. 2005 fanden EU-weit 45 Prozent der Befragten, Wissenschaftler sollten ein Recht dazu haben, an Tieren zu forschen, wenn damit gesundheitliche Probleme von Menschen gelöst würden.
Tierversuchsbefürworter sind der Überzeugung, dass die Genehmigungsverfahren unsinnige und ethisch nicht vertretbare Tierversuche ausschließen. Der Forscher müsse schließlich darlegen, dass für den geplanten Versuch eine „Unerlässlichkeit“ gegeben ist, d. h., dass es – gemessen am verfolgten Zweck – keine gleichwertigen Alternativen gebe. Bei der Frage der „ethischen Vertretbarkeit“ gehe es um die Abwägung der Belastung des Tieres auf der einen Seite und der wissenschaftlichen Erkenntnis auf der anderen Seite.
Tierversuche können nach Meinung von Tierversuchsbefürwortern zwar durchaus auch mit Schmerzen und Leiden für die Tiere verbunden sein, starke Belastungen würden aber – wo immer möglich – vermieden, da sie Auswirkungen auf das Versuchsergebnis hätten. Auch führen Tierversuchsbefürworter an, dass die Tiere möglichst artgerecht gehalten werden.
Schließlich weisen Tierversuchsbefürworter darauf hin, dass es ethisch nicht vertretbar ist, klinische Studien und andere Experimente am Menschen ohne vorherige Tierversuche durchzuführen, wenn die Möglichkeit bestehe, die mit der Studie einhergehenden Risiken für die Testpersonen mit Hilfe vorangehender Tierexperimente zumindest abschätzen zu können.

## Argumente gegen Tierversuche

### Erkenntnisgewinn

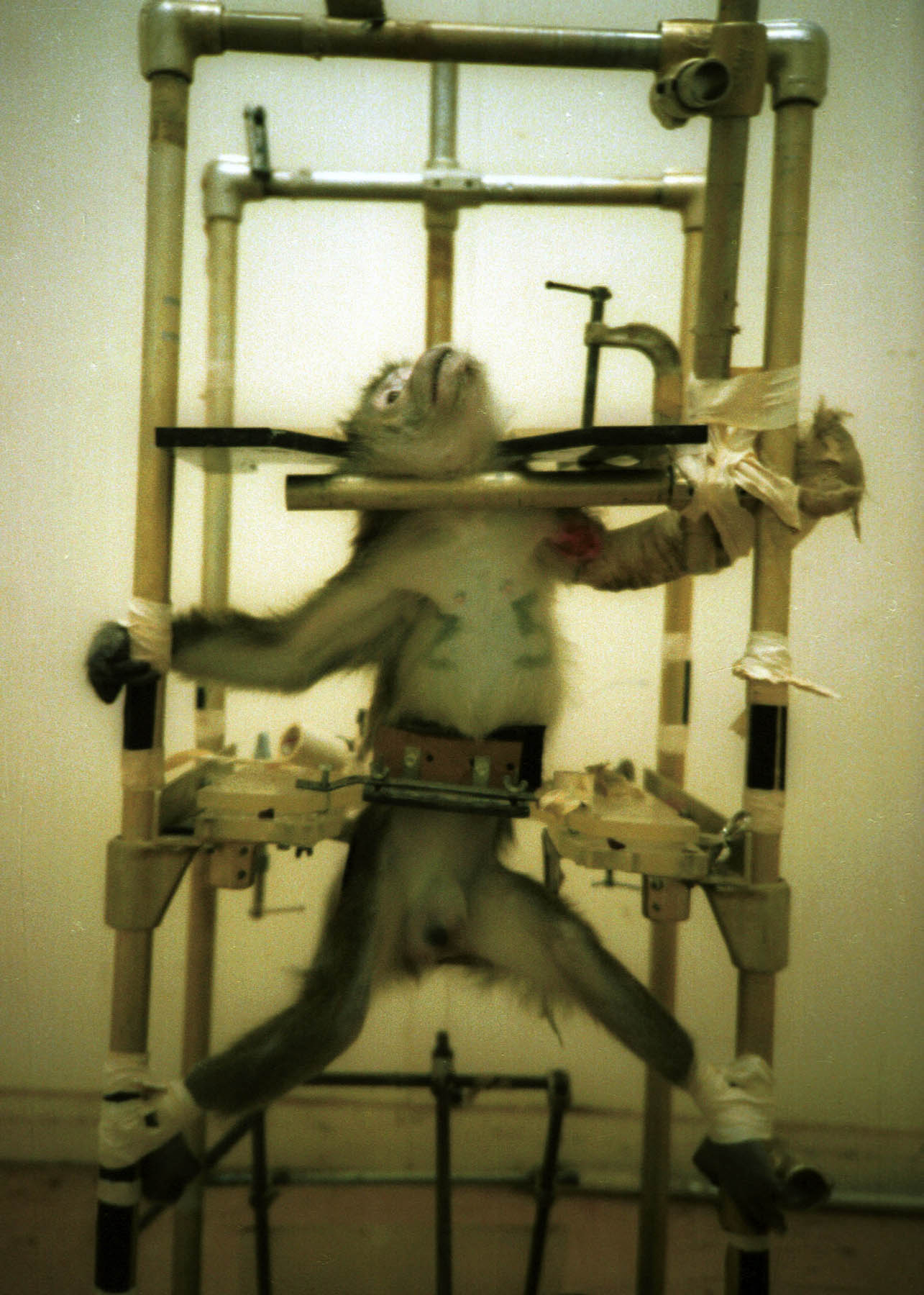
Die Veröffentlichung dieses Fotos durch PETA im Jahr 1981 löste die öffentliche Kontroverse um die Silver Spring-Monkeys aus und wurde in den USA zu einem Symbol für qualvolle Tierversuche.

Nach Ansicht von Tierversuchsgegnern wie z. B. den Ärzten gegen Tierversuche sei der Stand der heutigen Medizin, die zu einem wesentlichen Teil auf Tierversuchen basiere, kein Beweis für die Notwendigkeit von Tierversuchen. Zwar werden die erzielten Fortschritte von vielen Tierversuchsgegnern anerkannt, jedoch stünden diese in keinem akzeptablen Verhältnis zum Aufwand und zur eingesetzten Tierzahl. Zudem seien Erkenntnisse inzwischen auch durch andere Methoden, wie die Verwendung von Zellkulturen in vitro, gewinnbar. Beispielgebend ist dabei unter anderem die Arbeit der Preisträger des Herbert-Stiller-Preises, der für die tierversuchsfreie Erforschung menschlicher Erkrankungen verliehen wurde.
Auch wird argumentiert, dass viele Tierversuche nicht in Erkenntnisse münden, die für den Menschen nutzbar seien. So kam eine Studie zur klinischen Relevanz von Tierversuchen zu dem Ergebnis, dass bei 16 untersuchten Tierversuchsvorhaben zehn Jahre nach der Durchführung keine Umsetzung in der Humanmedizin nachweisbar war.

### Übertragbarkeit
Tierversuchsgegner führen die vielfältigen Unterschiede zwischen Tieren und Menschen hinsichtlich Körperbau, Organfunktion und Stoffwechsel an. Tiere unterschiedlicher Arten würden auf Chemikalien und Medikamente unterschiedlich reagieren. Beispielsweise ist Asbest bei Ratten erst in 300fach höherer Dosis als beim Menschen krebsauslösend.
Auch aufgrund von Tierexperimenten für sicher gehaltene Medikamente (z. B. Contergan), die beim Menschen schwerwiegende oder gar tödliche Nebenwirkungen hervorriefen, seien ein Beleg dafür, dass sich die Ergebnisse von Tierversuchen nicht mit der nötigen Zuverlässigkeit auf den Menschen übertragen ließen.
Beispiele für Medikamente, die in Tierversuchen als unbedenklich galten, beim Menschen jedoch schwerwiegende Nebenwirkungen zeigten, sind:
- Contergan als Beruhigungsmittel: Embryonale Fehlbildungen bei Einnahme während der Schwangerschaft und Totgeburten.[148]
- Lipobay als Cholesterin-Senker: Muskelzerstörung und Todesfälle.[149]
- TGN1412 zur Behandlung von u. a. Leukämie, Arthritis und Multipler Sklerose: Multiorganversagen und Amputationen bei Probanden.[150]
- Vioxx als Schmerzmittel: Herzinfarkte, Schlaganfälle und Todesfälle.[151]
- Trasylol als Herzmedikament: Herzversagen mit Todesfolge.[152]
- Acomplia als Schlankheitsmittel: Psychische Störungen und Selbstmord.[153]
- Avandia als Diabetesmedikament: Erhöhtes Schlaganfall- und Herzinfarktrisiko.[154]
- Tetrazepam als Muskelrelaxan: schwere Hautreaktionen.[155]

Auch die Genantwort in Mäusen unterscheidet sich deutlich von der des Menschen bei Entzündungsprozessen, weshalb die Resultate von Mausversuchen für Menschen nicht immer übertragen werden können.

### Aussagekraft
Tierversuchsgegner zweifeln die Aussagekraft von Tierversuchen an, da es sich bei Tieren zwar um einen ganzen Organismus handele, aber um den falschen. Tierversuchsfreie Methoden mit menschlichen Zellen und Geweben, kombiniert mit speziellen Computerprogrammen, liefern ihrer Meinung nach im Vergleich zum Tierversuch in manchen Bereichen ebenso genaue und aussagekräftige Ergebnisse, bei einer besseren ethischen Vertretbarkeit.
In der tierexperimentellen Forschung würden zudem wichtige Aspekte der Krankheitsentstehung wie Ernährung, Lebensgewohnheiten, Verwendung von Suchtmitteln, schädliche Umwelteinflüsse, Stress, psychische und soziale Faktoren außer Acht gelassen. Als besseren Weg empfinden viele Tierversuchsgegner die Konzentration auf Studien am Menschen, wobei insbesondere die Bereiche der Epidemiologie, klinischen Forschung und Arbeits- und Sozialmedizin ausgebaut werden müssten.

### Ethische Argumentation
Viele Tierversuchsgegner stellen die Argumentation, wonach menschliche Interessen Vorrang vor Interessen anderer Lebewesen hätten, ganz oder teilweise in Frage. Dem Tier stehe als fühlendem Subjekt eine moralisch ebenbürtige Behandlung wie dem Mitmenschen zu. Insofern sei das Töten von Tieren und das Zufügen von Schmerzen moralisch unzulässig. Diese Argumentation findet sich zum Beispiel auch im Vegetarismus.
Im Tierversuch würden Tiere zu Messinstrumenten degradiert, was der Würde des Lebewesens nicht entspreche. Eine rein utilitaristisch orientierte Ansicht, nach der es um bloße Nützlichkeitsabwägungen gehe, könne nicht die Basis für die ethische Beurteilung von Tierversuchen sein.
Der österreichische Tierrechtler Helmut F. Kaplan knüpft an diese Argumentation an und begründet seine ablehnende Haltung gegenüber Tierversuchen folgendermaßen:

„Deshalb ist auch die faktische Frage, ob Tierversuche für den Menschen nützlich sind, moralisch irrelevant: Tierversuche sind falsch, unabhängig davon, ob sie für den Menschen nützlich sind. Die legitime Frage ist nicht: ‚Wieviel Gesundheit können wir maximal erzeugen?‘, sondern: ‚Wieviel Gesundheit können wir auf ethisch zulässige Weise erzeugen?‘ Die – echte oder vermeintliche – Nützlichkeit von Tierversuchen ist überhaupt kein ethisches Argument: Es gibt viele Dinge, die nützlich wären, aber dennoch unmoralisch und verboten sind, zum Beispiel Menschenversuche.“

Es gibt allerdings auch Utilitaristen, die Tierversuche kritisieren. Der Tierethiker Peter Singer fordert eine faire Abwägung der Interessen von Menschen und Tieren. Obwohl diese theoretisch auch zugunsten der Experimente ausfallen könne, wögen die Interessen der betroffenen Tiere in der Regel sehr viel stärker. Er argumentiert, dass die Versuchstiere entweder den Menschen so ähnlich sind, dass für sie auch ähnliche ethische Maßstäbe gelten müssen und somit Tierversuche sich aus denselben ethischen Bedenken wie Menschenversuche verbieten, oder aber uns die Versuchstiere so unähnlich sind, dass die Ergebnisse weniger Nutzen für Menschen haben.

## Alternativen
Im Sinne der „3 R“ (Reduction, Refinement and Replacement, dt. „Reduzierung, Verbesserung und Ersatz“) wird heute intensiv an Methoden zum Ersatz von Tierversuchen geforscht, wobei in den letzten Jahren erhebliche Fortschritte erzielt werden konnten (siehe auch Basler Deklaration).
Heutzutage stehen für viele Fragestellungen sogenannte In-vitro-Verfahren zur Verfügung. Darunter versteht man „im Reagenzglas“ durchgeführte Tests. An Mikroorganismen und Zellkulturen können toxikologische Untersuchungen auch in sehr kleinen Volumina, z. B. in mikrofluidischen Systemen, durchgeführt werden (Mikrotoxikologie). Manche Arzneimittel können heute in silico, also am Computer, entwickelt und an menschlichen Zell- und Gewebekulturen, die z. B. aus Operationen zur Verfügung stehen, getestet werden. Die hautreizenden Eigenschaften von Chemikalien und kosmetischen Stoffen können an künstlicher Haut getestet werden. Für die Untersuchung auf fieberauslösende Verunreinigungen in Medikamenten und Impfstoffen steht heute ein Test mit menschlichem Blut zur Verfügung. Studierende der Biologie, Human- und Tiermedizin können physiologische Zusammenhänge in Filmen, Computersimulationen oder im schmerzlosen Selbstversuch nachvollziehen. Chirurgische Eingriffe können an Modellen geübt werden, die ähnlich wie Flugsimulatoren funktionieren. Amerikanische Wissenschaftler haben einen Weg gefunden, eine Art Organismus mit Stoffwechsel auf einem Mikrochip darzustellen. Winzige Kammern aus Glasröhren sind mit lebenden Zellen ausgekleidet und stellen einzelne Organe dar. In dem künstlichen Körper können neue Wirkstoffe getestet werden. Eine Erforschung des Gehirns kann direkt am Menschen mit nicht invasiven Methoden, zum Beispiel mit der Computertomographie betrieben werden, wobei diese nur eingeschränkte Anwendbarkeit besitzen, da sie mit ihrer makroskopisch-topographischen Betrachtungsweise nicht die nötige Auflösung bieten können, um genau auf Einzel-Zell-Niveau messen zu können, wie es beispielsweise zur Erforschung neuronaler Kodierungsmechanismen in der Neurobiologie benötigt wird.
Für die Validierung, das heißt den Vergleich zwischen tierversuchsfreier Methode und dem entsprechenden Tierversuch sowie die Anerkennung auf nationaler und internationaler Ebene ist die Zentralstelle zur Erfassung und Bewertung von Ersatz- und Ergänzungsmethoden zum Tierversuch (ZEBET) am Bundesinstitut für Risikobewertung (BfR) zuständig. Das ZEBET betreibt auch eine Datenbank der validierten Alternativmethoden (AnimAlt-ZEBET). Auf europäischer Ebene befasst sich das Europäische Zentrum zur Validierung alternativer Methoden (ECVAM) mit der Erforschung, Entwicklung und Validierung von tierversuchsfreien Methoden. Beide Einrichtungen betreiben Internet-Datenbanken zu tierversuchsfreien Testmethoden. Die Daten des EVCAM sind über die SIS-Datenbank des Zentrums zugänglich.

## Markierung tierversuchsfreier Produkte

Marke des DTB

Marke des BUAV

Der Deutsche Tierschutzbund unterhält eine Kosmetika-Positivliste, in der Hersteller und Vertriebe von Kosmetika verzeichnet sind, die auf Tierversuche verzichten. Die Bestimmungen beinhalten auch das Testen der Rohstoffe und das Testen durch Dritte. Produkte, die demzufolge tierversuchsfrei sind, sind mit einem Warenzeichen gekennzeichnet.
Des Weiteren gibt es ein Prüfzeichen des BDIH, des Bundesverbands deutscher Industrie- und Handelsunternehmen für Arzneimittel, Reformwaren, Nahrungsergänzungsmittel, Körperpflegemittel und dekorative Kosmetik, mit der Aufschrift „Kontrollierte Natur-Kosmetik“, welches Tierversuchsfreiheit kennzeichnet. Die British Union for the Abolition of Vivisection (BUAV) gibt ein international verbreitetes Kennzeichen für tierversuchsfreie (englisch cruelty free) Produkte heraus.